# 4249 Křemže
4249 Křemže eller 1984 SC2 är en asteroid i huvudbältet som upptäcktes den 29 september 1984 av den tjeckiske astronomen Antonín Mrkos vid Kleť-observatoriet i Tjeckien. Den är uppkallad efter Křemže i Tjeckien.